# Радищев, Александр Николаевич
Алекса́ндр Никола́евич Ради́щев (20 [31] августа 1749, Москва — 12 [24] сентября 1802, Санкт-Петербург) — русский прозаик, поэт, философ, де-факто руководитель Петербургской таможни, участник Комиссии по составлению законов при Александре I.
Стал наиболее известен благодаря своему произведению «Путешествие из Петербурга в Москву», которое издал анонимно в июне 1790 года.

## Биография
Детство провёл в отцовском имении в селе Немцово Боровского уезда Калужской губернии. В первоначальном обучении Радищева принимал, по-видимому, непосредственное участие его отец, человек набожный, хорошо владевший латынью, польским, французским и немецким языками. Как было принято в то время, русской грамоте ребёнка учили по часослову и Псалтыри. К его шести годам к нему был приставлен учитель французского, но выбор оказался неудачным: учитель, как потом узнали, был беглым солдатом. Вскоре после открытия Московского университета, около 1756 года, отец повёз Александра в Москву, в дом дяди по матери (родной брат которого, А. М. Аргамаков, был в 1755—1757 годах директором университета). Здесь Радищев был поручен заботам очень хорошего француза-гувернёра, бывшего советника руанского парламента, бежавшего от преследований правительства Людовика XV. Дети Аргамаковых имели возможность заниматься на дому с профессорами и преподавателями университетской гимназии, поэтому нельзя исключить, что Александр Радищев готовился здесь под их руководством и прошёл, хотя бы отчасти, программу гимназического курса.
В 1762 году, после коронации Екатерины II, Радищев был пожалован в пажи и направлен в Петербург для обучения в Пажеском корпусе. Пажеский корпус готовил не учёных, а придворных, и пажи были обязаны прислуживать императрице на балах, в театре.
Через четыре года, в числе двенадцати молодых дворян, он был отправлен в Германию, в Лейпцигский университет для обучения праву. За время, проведённое там, Радищев колоссально расширил свой кругозор. Помимо основательной научной школы, он воспринял идеи передовых французских просветителей, труды которых в огромной степени подготовили почву для разразившейся через двадцать лет буржуазной революции.
Из товарищей Радищева особенно замечателен Фёдор Васильевич Ушаков по тому большому влиянию, какое он оказал на Радищева, написавшего его «Житие» и напечатавшего некоторые из сочинений Ушакова. Ушаков был человек более опытный и зрелый, нежели другие его сотоварищи, которые и признали сразу его авторитет. Он служил для других студентов примером, руководил их чтением, внушал им твёрдые нравственные убеждения. Здоровье Ушакова было расстроено ещё до поездки за границу, а в Лейпциге он ещё испортил его, отчасти плохим питанием, отчасти чрезмерными занятиями, и захворал. Когда доктор объявил ему, что «завтра он жизни уже не будет причастен», он твёрдо встретил смертный приговор. Он простился с своими друзьями, потом, призвав к себе одного Радищева, передал в его распоряжение все свои бумаги и сказал ему: «помни, что нужно в жизни иметь правила, дабы быть блаженным». Последние слова Ушакова «неизгладимой чертой ознаменовались на памяти» Александра Николаевича Радищева.

### Служба в Санкт-Петербурге
В 1771 году Радищев вернулся в Санкт-Петербург и скоро вступил на службу протоколистом, с чином титулярного советника. Он недолго прослужил в сенате: тяготило товарищество приказных, грубое обращение начальства. Радищев поступил в штаб командовавшего на Санкт-Петербург генерал-аншефа Брюса в качестве обер-аудитора и выделился добросовестным и смелым отношением к своим обязанностям. В 1775 году он вышел в отставку и женился на сестре своего друга по Лейпцигу Анне Васильевне Рубановской, а спустя два года поступил на службу в Коммерц-коллегию, ведавшую торговлей и промышленностью. Там он очень близко подружился с графом Воронцовым, который впоследствии всячески помогал Радищеву во время его ссылки в Сибирь.
С 1780 года работал на Санкт-Петербургской таможне, дослужившись к 1790 до должности её начальника.
С 1775 года по 30 июня 1790 года он жил в Петербурге по адресу: Грязная улица, 14 (ныне улица Марата).

### Литературная и издательская деятельность
Основы мировоззрения Радищева были заложены в самый ранний период его деятельности. Возвратясь в 1771 году в Петербург, он спустя пару месяцев прислал в редакцию журнала «Живописец» отрывок из своей будущей книги «Путешествие из Петербурга в Москву», где тот и был анонимно напечатан. Через два года был издан перевод Радищева книги Мабли «Размышления о греческой истории». К этому периоду относятся и другие работы писателя, такие как «Офицерские упражнения» и «Дневник одной недели».
В 1780-е годы Радищев работал над «Путешествием», писал и другие сочинения в прозе и стихах. К этому времени относится огромный общественный подъём во всей Европе. Победа американской революции и последовавшая за ней французская создали благоприятный климат для продвижения идей свободы, чем и воспользовался Радищев. В 1781—1783 годах пишет оду «Вольность», отклик на победу американской революции, затем частично включённую в «Путешествие из Петербурга в Москву». В 1789 году вступил в «Общество друзей словесных наук», оказав на него серьёзное влияние. В том же году опубликовал статью «Беседа о том, что есть сын Отечества» (в журнале «Беседующий гражданин») и брошюру «Житие Фёдора Васильевича Ушакова» (анонимно), посвящённое другу юности.
В 1789 году Александр Радищев завёл у себя дома типографию, а в мае 1790 года напечатал своё главное сочинение, «Путешествие из Петербурга в Москву».

### Арест и ссылка 1790—1796 гг.
Книга стала быстро раскупаться. Его смелые рассуждения о крепостном праве и других печальных явлениях тогдашней общественной и государственной жизни обратили на себя внимание самой императрицы, которой кто-то доставил «Путешествие» и которая назвала Радищева — «бунтовщик, хуже Пугачёва». Сохранился экземпляр книги, попавший на стол к Екатерине, которую она испещрила (исчеркала) своими циничными замечаниями. Там, где описывается трагическая сцена продажи крепостных на аукционе, императрица написала: «Начинается прежалкая повесть о семье, проданной с молотка за долги господина». В другом месте сочинения Радищева, где он повествует о помещике, которого в ходе пугачёвского восстания убили собственные крестьяне за то, что «каждую ночь посланные его приводили к нему на жертву бесчестия ту, которую он того дня назначил, известно же в деревне было, что он омерзил 60 девиц, лишив их непорочности», сама императрица написала — «едва ли не гистория (произведение) Александра Васильевича Салтыкова».
Радищев был арестован, дело его было перепоручено С. И. Шешковскому. Посаженный в крепость, на допросах Радищев вёл линию защиты. Он не назвал ни одного имени из числа своих помощников, уберёг детей, а также старался сохранить себе жизнь. Уголовная палата применила к Радищеву статьи Уложения о «покушении на государево здоровье», о «заговорах и измене» и приговорила его к смертной казни. Приговор, переданный в Сенат и затем в Совет, был утверждён в обеих инстанциях и представлен Екатерине.
4 сентября 1790 года состоялся именной указ, который признавал Радищева виновным в преступлении присяги и должности подданного изданием книги, «наполненной самыми вредными умствованиями, разрушающими покой общественный, умаляющими должное ко властям уважение, стремящимися к тому, чтобы произвести в народе негодование противу начальников и начальства и наконец оскорбительными и неистовыми изражениями противу сана и власти царской»; вина Радищева такова, что он вполне заслуживает смертную казнь, к которой приговорён судом, но «по милосердию и для всеобщей радости» казнь заменена ему десятилетней ссылкой в Сибирь, в Илимский острог (Иркутская губерния). На приказе о высылке Радищева императрица собственной рукой написала: «едет оплакивать плачевную судьбу крестьянского состояния, хотя и то неоспоримо, что лучшей судьбы наших крестьян у хорошего помещика нет во всей вселенной». 
После смерти Екатерины, вступивший на престол в 1796 году Павел I немедленно провел всеобщую амнистию и особо лично помиловал Радищева и Костюшко. Писателю предписано было жить в его имении Калужской губернии, сельце Немцове. Всего Радищев пробыл в местах заключения 6 лет. 
Созданный в ссылке Радищевым трактат «О человеке, его смертности и бессмертии» содержит многочисленные парафразы сочинений Гердера «Исследование о происхождении языка» и «О познании и ощущении человеческой души».

### Последние годы
После воцарения Александра I Радищев получил полную свободу; он был вызван в Петербург и назначен членом Комиссии для составления законов. Вместе со своим другом и покровителем Воронцовым работал над конституционным проектом, озаглавленным «Всемилостивейшая жалованная грамота».
Существует предание об обстоятельствах самоубийства Радищева: позванный в комиссию для составления законов, Радищев составил проект либерального уложения, в котором говорил о равенстве всех перед законом, свободе печати и т. д. Председатель комиссии граф П. В. Завадовский сделал ему строгое внушение за его образ мыслей, сурово напомнив ему о прежних увлечениях и даже упомянув о Сибири («Эх, Александр Николаевич, охота тебе пустословить по-прежнему, или мало тебе Сибири?»). Радищев, человек с сильно расстроенным здоровьем, был до того потрясён выговором и угрозами Завадовского, что решился покончить с собой: выпил яд и умер в страшных мучениях. Противники этой версии утверждают, что Радищева похоронили на кладбище вблизи храма по православному обряду со священником, в то время как самоубийц тогда хоронили в специальных местах за оградой кладбища.
В книге «Радищев» Д. С. Бабкина, вышедшей в 1966 году, предложена иная версия гибели Радищева. Сыновья, присутствовавшие при его кончине, свидетельствовали о тяжёлом физическом недуге, поразившем Александра Николаевича уже во время сибирской ссылки. Непосредственной причиной смерти, по Бабкину, стал несчастный случай: Радищев случайно выпил стакан с царской водкой, «приготовленной в нём для выжиги старых офицерских эполет его старшего сына». В документах о захоронении говорится о естественной смерти. В ведомости церкви Волковского кладбища в Петербурге под 13 сентября 1802 года в числе погребённых указан «коллежский советник Александр Радищев; пятидесяти трёх лет, умер чахоткою», при выносе был священник Василий Налимов.
Могила Радищева до настоящего времени не сохранилась. Предполагается, что его тело было захоронено вблизи Воскресенской церкви, на стене которой в 1987 году установлена памятная доска.

## Семья
Александр Радищев был женат дважды. Первый раз он женился в 1775 году на Анне Васильевне Рубановской (1752—1783) приходившейся племянницей его товарищу по обучению в Лейпциге Андрею Кирилловичу Рубановскому и дочерью чиновнику Главной дворцовой канцелярии Василию Кирилловичу Рубановскому. В этом браке родилось четверо детей (не считая двух дочерей, умерших в младенчестве):
- Василий (1776—1845) — штабс-капитан, жил в Аблязове, где женился на своей крепостной Акулине Савватеевне. Его сын Алексей Васильевич стал надворным советником, предводителем дворянства и городским головой Хвалынска.
- Николай (1779—1829) — писатель, автор поэмы «Алёша Попович».
- Екатерина (1782).
- Павел (1783—1866).

Анна Васильевна умерла при рождении сына Павла в 1783 году; похоронена в Александро-Невской лавре на Лазаревском кладбище. Вскоре после высылки Радищева, к нему в Илимск, вместе с его двумя младшими детьми (Екатериной и Павлом) приехала младшая сестра его первой жены Елизавета Васильевна Рубановская (1757—1797). В ссылке они вскоре начали жить как муж и жена. В этом браке родилось трое детей:
- Анна (1792)
- Фёкла (1795—1845) — классная дама в Смольном институте, вышла замуж (06.05.1820) за подполковника Петра Гавриловича Боголюбова и стала матерью известного русского живописца-мариниста А. П. Боголюбова.
- Афанасий (1796—1881) — генерал-майор, подольский, витебский и ковенский губернатор.

При возвращении из ссылки Елизавета Васильевна в апреле 1797 года простудилась в дороге и умерла в Тобольске.

## Восприятие Радищева в XVIII—XIX вв
Е. Р. Дашкова дала Радищеву весьма негативную оценку, его первое напечатанное сочинение (об Ушакове) оценила как малосодержательное следствие писательского зуда, содержащее даже опасные выражения и мысли, и предчувствовала его способность написать что-то ещё более предосудительное, а дальнейшую ссылку Радищева в Сибирь как не обрадовавшую её, а опечалившую.
Представление о том, что Радищев — не писатель, а общественный деятель, отличавшийся поразительными душевными качествами, стало складываться сразу после его смерти и, по сути, определило его дальнейшую посмертную судьбу. И. М. Борн в речи к Обществу любителей изящного, произнесённой в сентябре 1802 года и посвящённой смерти Радищева, говорит о нём: «Он любил истину и добродетель. Пламенное его человеколюбие жаждало озарить всех своих собратий сим немерцающим лучом вечности». Как «честного человека» («honnête homme») характеризовал Радищева Н. М. Карамзин (это устное свидетельство приведено Пушкиным в качестве эпиграфа к статье «Александр Радищев»). Мысль о преимуществе человеческих качеств Радищева над его писательским талантом особенно ёмко выражает П. А. Вяземский, объясняя в письме А. Ф. Воейкову желание изучить биографию Радищева: «У нас обыкновенно человек невидим за писателем. В Радищеве напротив: писатель приходится по плечу, а человек его головою выше».
На допросах декабристов на вопрос «с какого времени и откуда они заимствовали первые вольнодумческие мысли» многие декабристы называли имя Радищева.
Очевидно влияние Радищева и на творчество другого писателя-вольнодумца — А. С. Грибоедова (предположительно, обоих связывало кровное родство), который, будучи кадровым дипломатом, часто ездил по стране и потому активно пробовал свои силы в жанре литературного «путешествия».
Особой страницей в восприятии личности и творчества Радищева русским обществом стало отношение к нему А. С. Пушкина. Познакомившись с «Путешествием из Петербурга в Москву», Пушкин очевидно ориентируется на радищевскую оду «Вольность» в своей одноимённой оде (1817 или 1819), а также учитывает в «Руслане и Людмиле» опыт «богатырского песнотворения» сына Радищева, Николая Александровича, «Алёша Попович» (автором этой поэмы он ошибочно считал Радищева-отца). «Путешествие» оказалось созвучно тираноборческим и антикрепостническим настроениям Пушкина перед восстанием декабристов. В письме А. А. Бестужеву (1823) он писал:

Как можно в статье о русской словесности забыть Радищева? Кого же мы будем помнить? Это умолчание не простительно… тебе…

Несмотря на изменение политических позиций, Пушкин и в 1830-е годы сохранял интерес к Радищеву, приобрёл экземпляр «Путешествия», бывшего в Тайной канцелярии, набрасывал «Путешествие из Москвы в Петербург» (задуманное как комментарий к радищевским главам в обратном порядке). В 1836 году Пушкин попытался опубликовать фрагменты из радищевского «Путешествия» в своём «Современнике», сопроводив их статьёй «Александр Радищев» — самым развёрнутым своим высказыванием о Радищеве. Помимо смелой попытки впервые после 1790 года ознакомить русского читателя с запрещённой книгой, здесь же Пушкин даёт и весьма подробную критику сочинения и его автора.

Мы никогда не почитали Радищева великим человеком. Поступок его всегда казался нам преступлением, ничем не извиняемым, а «Путешествие в Москву» весьма посредственною книгою; но со всем тем не можем в нём не признать преступника с духом необыкновенным; политического фанатика, заблуждающегося конечно, но действующего с удивительным самоотвержением и с какой-то рыцарскою совестливостию.

Критика Пушкина, помимо автоцензурных причин (впрочем, публикация всё равно не была разрешена цензурой) отражает «просвещённый консерватизм» последних лет жизни поэта. В черновиках «Памятника» в том же 1836 году Пушкин написал: «Вослед Радищеву восславил я свободу».
В 1830—1850-е годы интерес к Радищеву существенно снизился, уменьшается количество списков «Путешествия». Новое оживление интереса связано с публикацией «Путешествия» в Лондоне А. И. Герценом в 1858 году (он ставит Радищева в число «наших святых, наших пророков, наших первых сеятелей, первых борцов»).
Оценка Радищева как предтечи революционного движения была перенята и социал-демократами начала XX века. В 1918 А. В. Луначарский назвал Радищева «пророк и предтеча революции». Г. В. Плеханов считал, что под влиянием радищевских идей «совершались самые многозначительные общественные движения конца XVIII — первой трети XIX столетий». В. И. Ленин назвал его «первым русским революционером».
Вплоть до 1970-х годов возможности ознакомиться с «Путешествием» для массового читателя были крайне ограничены. После того как в 1790 году почти весь тираж «Путешествия из Петербурга в Москву» был уничтожен автором перед арестом, до 1905 года, когда с этого сочинения было снято цензурное запрещение, общий тираж нескольких его публикаций едва ли превысил полторы тысячи экземпляров. Заграничное издание Герцена осуществлялось по неисправному списку, где язык XVIII века был искусственно «осовременен» и встречались многочисленные ошибки. В 1905—1907 годах вышло несколько изданий, но после этого 30 лет «Путешествие» в России не издавалось. В последующие годы его издавали несколько раз, но в основном для нужд школы, с купюрами и мизерными по советским меркам тиражами. Ещё в 1960-х годах известны жалобы советских читателей на то, что достать «Путешествие» в магазине или районной библиотеке невозможно. Только в 1970-х годах «Путешествие» начали выпускать по-настоящему массово.
Научное исследование Радищева по сути началось только в XX в. В 1930—1950 годы под редакцией Гр. Гуковского осуществлено трёхтомное «Полное собрание сочинений Радищева», где впервые опубликованы или атрибутированы писателю многие новые тексты, в том числе философские и юридические. В 1950—1960 годы возникли романтические, не подтверждаемые источниками гипотезы о «потаённом Радищеве» (Г. П. Шторм и др.) — о том, что Радищев продолжал якобы после ссылки дорабатывать «Путешествие» и распространять текст в узком кругу единомышленников. В то же время намечается отказ от прямолинейно-агитационного подхода к Радищеву, подчёркивание сложности его взглядов и большого гуманистического значения личности (Н. Я. Эйдельман и др.). В современной литературе исследуются философские и публицистические источники Радищева — масонские, нравоучительно-просветительские и другие, подчёркивается многосторонняя проблематика его главной книги, несводимая к борьбе против крепостного права.

## Философские воззрения
Основное философское произведение — трактат «О человеке, его смертности и бессмертии», написанный в илимской ссылке.
«Философские воззрения Радищева несут на себе следы влияния различных направлений европейской мысли его времени. Он руководствовался принципом реальности и материальности (телесности) мира, утверждая, что „бытие вещей независимо от силы познания о них и существует по себе“. Согласно его гносеологическим воззрениям, „основанием всего естественного познания является опыт“. При этом чувственный опыт, будучи главным источником познания, находится в единстве с „опытом разумным“. В мире, в котором нет ничего „опричь телесности“, своё место занимает и человек, существо столь же телесное, как и вся природа. У человека особая роль, он, по Радищеву, представляет собой высшее проявление телесности, но в то же время неразрывно связан с животным и растительным миром. „Мы не унижаем человека, — утверждал Радищев, — находя сходственности в его сложении с другими тварями, показуя, что он в существенности следует одинаковым с ним законам. И как иначе-то быть может? Не веществен ли он?“
Принципиальным отличием человека от прочих живых существ является наличие у него разума, благодаря которому тот „имеет силу о вещах сведому“. Но ещё более важное отличие заключается в способности человека к моральным действиям и оценкам. „Человек — единственное существо на земле, ведающее худое, злое“, „особое свойство человека — беспредельная возможность как совершенствоваться, так и развращаться“. Как моралист Радищев не принимал моральную концепцию „разумного эгоизма“, считая, что отнюдь не „себялюбие“ является источником нравственного чувства: „человек есть существо сочувствующее“. Будучи сторонником идеи „естественного права“ и всегда отстаивая представления о естественной природе человека („в человеке никогда не иссякают права природы“), Радищев в то же время не разделял намеченное Руссо противопоставление общества и природы, культурного и природного начал в человеке. Для него общественное бытие человека столь же естественно, как и природное. По смыслу дела, между ними нет никакой принципиальной границы: „Природа, люди и вещи — воспитатели человека; климат, местное положение, правление, обстоятельства суть воспитатели народов“. Критикуя социальные пороки российской действительности, Радищев защищал идеал нормального „естественного“ жизнеустройства, видя в царящей в обществе несправедливости в буквальном смысле социальное заболевание. Такого рода „болезни“ он находил не только в России. Так, оценивая положение дел в рабовладельческих Соединённых Штатах Америки, он писал, что „сто гордых граждан утопают в роскоши, а тысячи не имеют надёжного пропитания, ни собственного от зноя и мраза (мороза) укрова“. В трактате „О человеке, о его смертности и бессмертии“ Радищев, рассматривая проблемы метафизические, остался верен своему натуралистическому гуманизму, признавая неразрывность связи природного и духовного начал в человеке, единство тела и души: „Не с телом ли растёт душа, не с ним ли мужает и крепится, не с ним ли вянет и тупеет?“. Одновременно он не без сочувствия цитировал мыслителей, признававших бессмертие души (Иоганна Гердера, Мозеса Мендельсона и других). Позиция Радищева — позиция не атеиста, а скорее агностика, что вполне отвечало общим принципам его мировоззрения, уже достаточно секуляризованного, ориентированного на „естественность“ миропорядка, но чуждого богоборчеству и нигилизму».
В философской литературе Радищева называют, наряду с Локком, одним из первых в числе тех, кто поставил вопрос о логическом анализе отношений, которого нет ни в аристотелевской, ни в схоластической системах логики. Суждение он называл познанием отношений, существующих между вещами.
Два вида умозаключений из трёх, признаваемых им, основаны на познании характера отношений между вещами. Он их называл «уравнением» и «умозаключением по сходству». Среди законов логики на первое место Радищев ставит закон тождества, вкладывая в него общепринятое в традиционной логике содержание: в ходе рассуждения не подменять принятое содержание понятия другим каким-либо содержанием.

## Увековечение памяти
13 июля 1984 года в честь Александра Радищева дали название астероиду, открытому 9 августа 1978 года Л. И. Черных и Н. С. Черных в Крымской астрофизической обсерватории, присвоено наименование 2833 Radishchev.
В честь Радищева в Москве были названы улицы Верхняя и Нижняя Радищевская. На Верхней Радищевской улице писателю был установлен памятник.
Во многих городах СССР имени Радищева удостоились улицы, переулки, бульвары (см. Улица Радищева, Переулок Радищева) и поселения, такие как село Радищево (Ульяновская область), одно из городских предместий Иркутска и ряд других.
В Санкт-Петербурге на здании по адресу улица Марата, дом 14, установлена памятная доска с текстом: «В этом доме с 1775 по 1790 год жил выдающийся революционер Александр Николаевич Радищев. Здесь он напечатал в собственной типографии книгу „Путешествие из Петербурга в Москву“».
В память следования Радищева в сибирскую ссылку и возвращения из ссылки в 1797 году в 1952 году был установлен обелиск в селе Артын Муромцевского района Омской области. В 1967 году обелиск был также установлен в селе Фирстово Большеуковского района Омской области, в котором писатель побывал в 1790 году. В честь проезда Радищева А. Н. была переименована одна из деревень, получившая название — деревня Радищево Нижнеомского района Омской области. В 1991 году памяти А. Н. Радищева был установлен обелиск в Усть-Илимске Иркутской области.
В Саратове именем писателя был назван музей — Государственный художественный музей имени Радищева и перед фасадом главного здания установлен Бюст А. Н. Радищева.
В Малоярославце и Кузнецке проходят ежегодные Радищевские чтения.
В честь писателя назван теплоход проекта 301., а также СНТ в Подмосковье в Солнечногорском районе.